# Stenodynerus
Stenodynerus (=Nannodynerus) — род одиночных ос (Eumeninae). 160 видов.

## Распространение
Палеарктика (около 40 видов), Ориентальная область, Неотропика и Неарктика. В Европе 15 видов.

## Описание
Мелкие осы (длина менее 1 см). Основная окраска чёрная с желтыми, оранжевыми или красными отметинами. У большинства видов отсутствует поперечный киль на первом метасомальном тергите. Парой срединный ямок на передней части переднеспинки и расширением тегул этот род сближается с родами Parancistrocerus (у которого есть акаринариум на втором тергите), Hypancistrocerus и Eustenancistrocerus.
Гнёзда в различных полостях, галлах, полых стеблях растений. Взрослые самки охотятся на личинок насекомых для откладывания в них яиц и в которых в будущим появится личинка осы. Провизия — гусеницы и личинки жуков.

## Систематика
Более 160 видов.
- Stenodynerus aequisculptus (Kostylev, 1940)
  - Stenodynerus aequisculptus aequisculptus (Kostylev, 1940)
  - Stenodynerus aequisculptus cretensis Gusenleitner, 1985
- Stenodynerus ammonia
- Stenodynerus anormis
- Stenodynerus blepharus
- Stenodynerus bluethgeni van der Vecht, 1971
- Stenodynerus chevrieranus (Saussure, 1856)
- Stenodynerus clypeopictus (Kostylev, 1940)
- Stenodynerus dentisquama (Thomson, 1870)
- Stenodynerus fastidiosissimus (Saussure, 1855)
  - Stenodynerus fastidiosissimus difficilis (Morawitz, 1867) 
  - Stenodynerus fastidiosissimus fastidiosissimus (Saussure, 1855)
  - Stenodynerus fastidiosissimus laborans (Costa, 1882)
- Stenodynerus fundatiformis
- Stenodynerus histrionalis
- Stenodynerus jurinei (Saussure, 1855)
- Stenodynerus kennicottianus
- Stenodynerus krombeini
- Stenodynerus lacetanicus (Bluethgen, 1953)
- Stenodynerus laticinctus (von Schulthess, 1897)
  - Stenodynerus laticinctus laticinctus (von Schulthess, 1897) 
  - Stenodynerus laticinctus serus Gusenleitner, 1981
- Stenodynerus lineatifrons
- Stenodynerus lucidus
- Stenodynerus oculeus
- Stenodynerus orenburgensis (André, 1884)
- Stenodynerus picticrus (Thomson, 1874)
- Stenodynerus pulvinatus
- Stenodynerus punctifrons (Thomson, 1874)
- Stenodynerus steckianus (Schulthess, 1897)
- Stenodynerus tokyanus (Kostylev, 1940)
- Stenodynerus vergesi (Giordani Soika, 1961)
- Stenodynerus xanthomelas (Herrich-Schaeffer, 1839)

### Виды Китая
Фауна Китая включает 20 видов рода:
- Stenodynerus ninglangensis Ma & Li, 2016
- Stenodynerus reflexus Ma & Li, 2016
- Stenodynerus similibaronii Ma & Li, 2016
- Stenodynerus strigatus Ma & Li, 2016
- Stenodynerus tenuilamellatus Ma & Li, 2016
- Stenodynerus baronii Giordani Soika, 1975
- Stenodynerus bluethgeni van der Vech, 1971
- Stenodynerus picticrus (Thomson)
- Stenodynerus pullus Gusenleitner, 1981
- Stenodynerus nepalensis Giordani Soika, 1985
- Stenodynerus tergitus Kim, 1999
- Stenodynerus chinensis chinensis (de Saussure, 1863)
- Stenodynerus copiosus Gusenleitner, 2012
- Stenodynerus frauenfeldi (de Saussure, 1867)
- Stenodynerus funebris (André, 1884)
- Stenodynerus incurvitus Gusenleitner, 2003
- Stenodynerus morawitzi Kurzenko, 1977
- Stenodynerus morbillosus Giordani Soika, 1979
- Stenodynerus nudus (Morawitz, 1889)
- Stenodynerus pappi pappi Giordani Soika, 1976
- Stenodynerus pappi luteifasciatus Kim & Yamane, 2004
- Stenodynerus taiwanus Kim & Yamane, 2004